# Pinhal de São Bento
Pinhal de São Bento ist ein brasilianisches Munizip im Südwesten des Bundesstaats Paraná. Es hat 2.708 Einwohner (2022), die sich Pinhalenser nennen. Seine Fläche beträgt 97 km². Es liegt 502 Meter über dem Meeresspiegel.

## Etymologie
Der Name Pinhal geht auf den ersten Namen des Ortes zurück, der Pinhal dos Rutes (deutsch: Pinienwald der Rutes) lautete. Die religiöse Gemeinschaft der Rutes nannte sich so nach ihrem Anführer, einem Heiler.

## Geschichte

### Besiedlung
João Rute war ein Heiler, der mehr als siebzig Familien um sich scharte. Ein Kuriosum unter seinen Anhängern war die Verehrung einer riesigen Kiefer, deren Äste ein Kreuz bildeten. Ein anderes Gebot war, keine Tiere zu züchten oder zu essen, deren Hufe gebrochen waren. Marciano de Sá, der für die Verteilung der Ländereien im Gebiet von Pinhal de São Bento zuständig war, und der Pionier Algemiro Mota waren mit dem Verhalten der Ruteanhänger nicht einverstanden und gerieten in einen offenen Konflikt mit der Religionsgemeinschaft. 1954 packten die Rute-Anhänger ihr Hab und Gut in Fellkoffer und zogen in einer Karawane mit Lasttieren fort. Ihr Anführer João Rute hinterließ einen Fluch: rührt die Kiefer nicht an, schlagt sie nicht um, denn wer das tut, ist verflucht, ebenso wie seine Familie. Und er drohte, der Ort werde sich nicht entwickeln, wenn der Baum umgestoßen würde.
Algemiro Geittenes fällte die Kiefer, sobald die letzten Rutes das Dorf verlassen hatten. Nach der Fällung überkam die Familie Geittenes die Angst, so dass sie nach Salgado Filho umsiedelten. Ob Zufall oder nicht, es dauerte nicht lange, bis Algemiro Geittenes auf einer Party bei einer Schlägerei wegen seiner Tochter getötet wurde. Einige Einheimische sagten, dass sich ein Teil der Prophezeiung erfüllt habe.
Im Jahr 1958 kamen die Pioniere Primo Savoldi, Constantino Jeleznhk und Oswaldo Mazzuco aus dem Süden. Sie errichteten Schulen, Mühlen, Sägewerke, Lagerhäuser und andere für die kleine Bevölkerung notwendige Betriebe.

### Erhebung zum Munizip
Pinhal de São Bento wurde durch das Staatsgesetz Nr. 9278 vom 29. Mai 1990 aus Santo Antônio do Sudoeste ausgegliedert und in den Rang eines Munizips erhoben. Es wurde am 1. Januar 1993 als Munizip installiert.

## Geografie

### Fläche und Lage
Pinhal de São Bento liegt auf dem Terceiro Planalto Paranaense (der Dritten oder Guarapuava-Hochebene von Paraná). Seine Fläche beträgt 97 km². Es liegt auf einer Höhe von 502 Metern.

### Vegetation
Das Biom von Pinhal de São Bento ist Mata Atlântica.

### Klima
Das Klima ist gemäßigt warm. Es werden hohe Niederschlagsmengen verzeichnet (1961 mm pro Jahr). Im Jahresdurchschnitt liegt die Temperatur bei 20,3 °C. Die Klimaklassifikation nach Köppen und Geiger lautet Cfa.

### Gewässer
Pinhal de São Bento liegt im Einzugsgebiet des Iguaçu. Der Rio Capanema bildet mit seinem rechten Nebenfluss Rio Tamanduá die westliche Grenze des Munizip. Der Rio Quinze de Novembro bildet die nördliche Grenze des Munizips.

### Straßen
Pinhal de São Bento ist über die PR-878 mit der PR-481 zwischen Santo Antônio do Surdoeste und Ampére verbunden.

### Nachbarmunizipien
|                           | Ampére                                      |               |
| Santo Antônio do Sudoeste | Kompassrose, die auf Nachbargemeinden zeigt |               |
|                           | Salgado Filho                               | Manfrinópolis |

## Stadtverwaltung
Bürgermeister: Paulo Falcade de Oliveira, PSD (2021–2024)
Vizebürgermeister: Aliqueu Savoldi, PT (2021–2024)

## Demografie

### Bevölkerungsentwicklung
| Jahr | Einwohner | Stadt | Land |
| ---- | --------- | ----- | ---- |
| 2000 | 2.560     | 29 %  | 71 % |
| 2010 | 2.625     | 44 %  | 56 % |
| 2022 | 2.708     |       |      |

Quelle: IBGE, bis 2010: Volkszählungen und Volkszählung 2022

### Ethnische Zusammensetzung
| Gruppe * | 2000    | 2010    | wer sich als …                                                                   |
| --- | ------- | ------- | -------------------------------------------------------------------------------- |
| Weiße | 76,2 %  | 64,5 %  | weiß bezeichnet                                                                  |
| Schwarze | 3,9 %   | 3,2 %   | schwarz bezeichnet                                                               |
| Gelbe | 0,0 %   | 3,7 %   | von fernöstlicher Herkunft wie japanisch, chinesisch, koreanisch etc. bezeichnet |
| Braune | 19,2 %  | 28,4 %  | braun oder als Mischung aus mehreren Gruppen bezeichnet                          |
| Indigene | 0,5 %   | 0,2 %   | Ureinwohner oder Indio bezeichnet                                                |
| ohne Angabe | 0,2 %   | 0,0 %   |                                                                                  |
| Gesamt | 100,0 % | 100,0 % |                                                                                  |
| *) Anmerkung: Das IBGE verwendet für Volkszählungen ausschließlich diese fünf Gruppen. Es verzichtet bewusst auf Erläuterungen. Die Zugehörigkeit wird vom Einwohner selbst festgelegt. |         |         |                                                                                  |

Quelle: IBGE (Stand: 1991, 2000 und 2010)

## Wirtschaft

### Kennzahlen
Mit einem Bruttoinlandsprodukt pro Einwohner von 20.088,36 R$ bzw. rund 4.500 € lag Pinhal de São Bento 2019 auf dem 342. Platz der 399 Munizipien Paranás.
Sein mittelhoher Index der menschlichen Entwicklung von 0,695 (2010) setzte es auf den 256. Platz der paranaischen Munizipien.